# Otaci
Otaci (în ucraineană Атаки, transliterat: Ataki) este un oraș din raionul Ocnița, nordul Republicii Moldova, situat pe malul Nistrului, la graniță cu Ucraina, vizavi de orașul Moghilău. 
Este cel mai nordic oraș din țară. Este un important punct vamal.

## Geografie
La sud de oraș este amplasată râpa „La Izvoare”, arie protejată din categoria monumentelor naturii de tip geologic sau paleontologic, administrată de primăria Otaci.
Peisaj adiacent

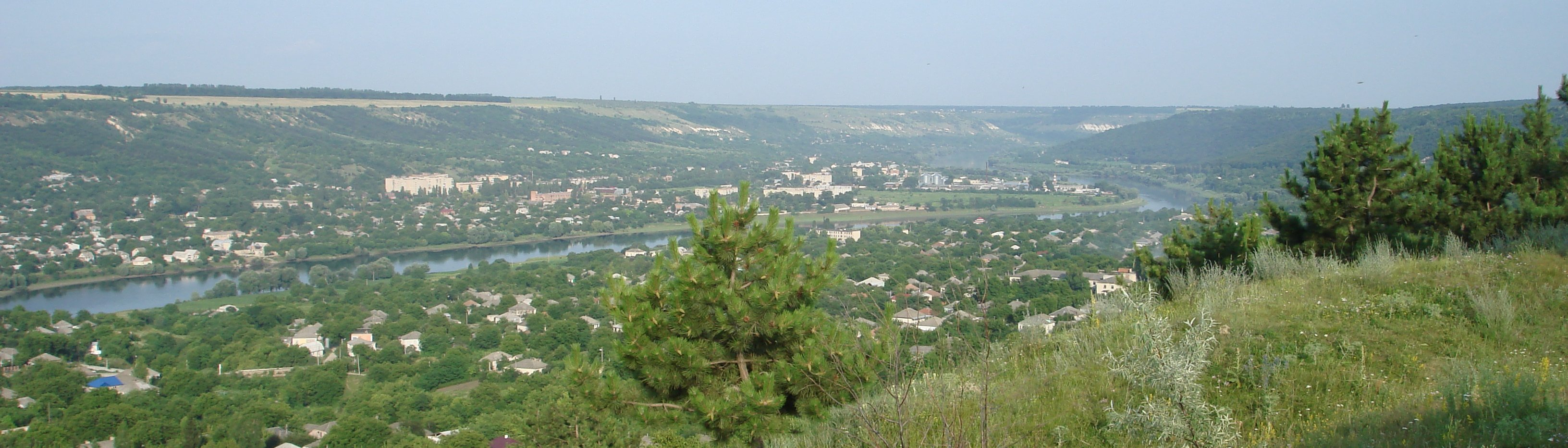
Panoramă
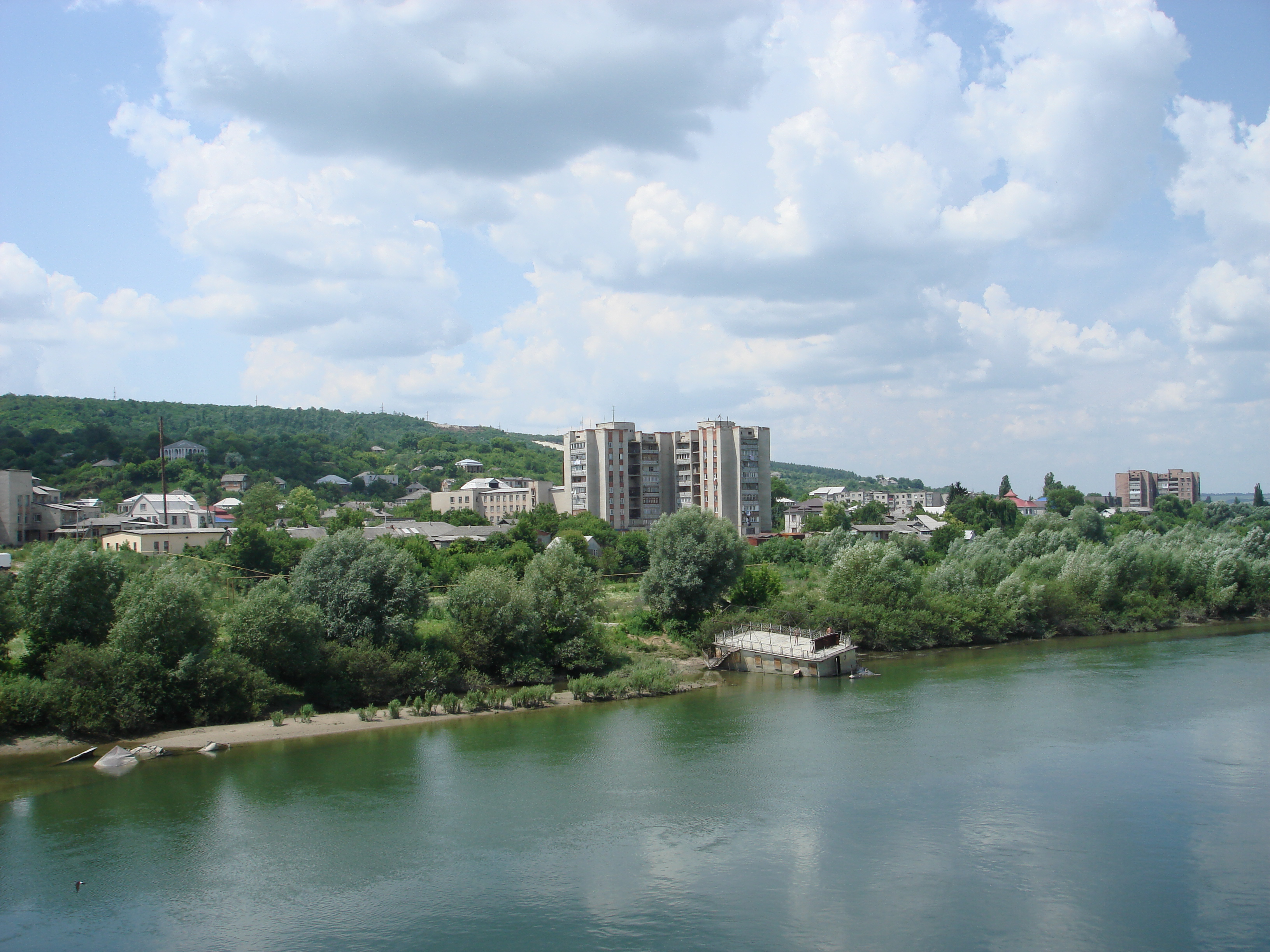
Vedere de pe malul ucrainean.
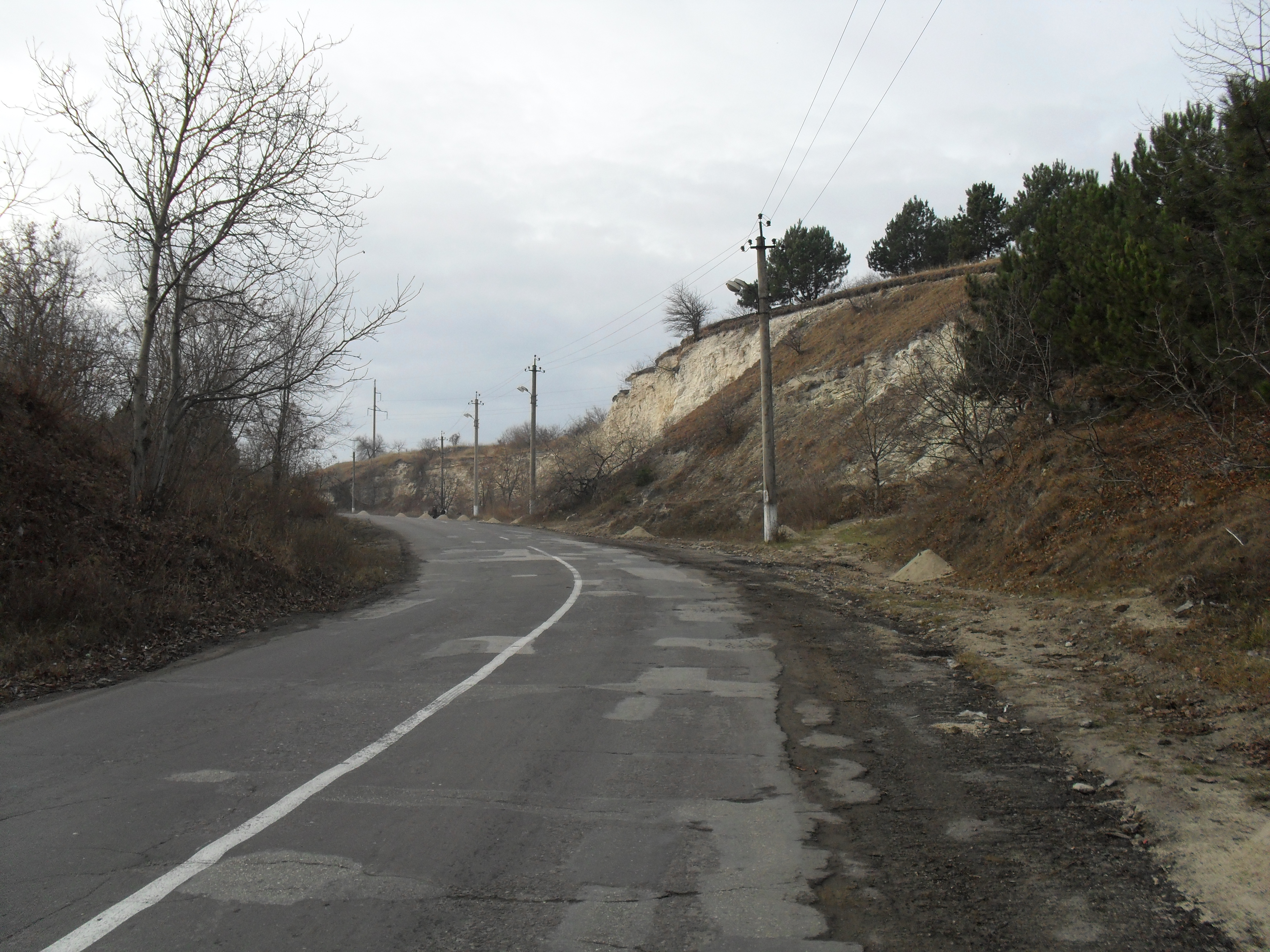
Formațiuni calcaroase de-a lungul unui drum din oraș.
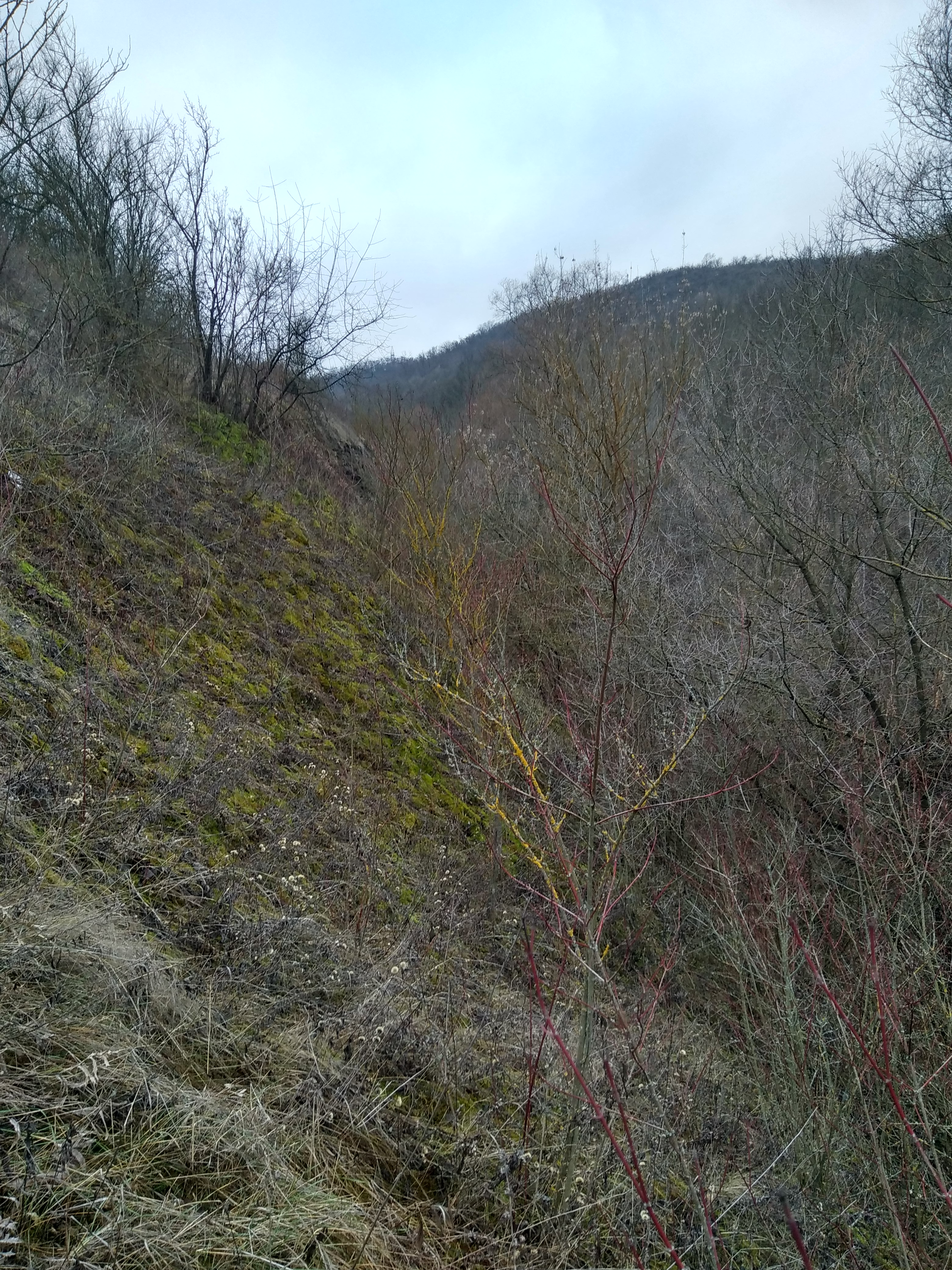
Râpa „La Izvoare”, arie protejată.
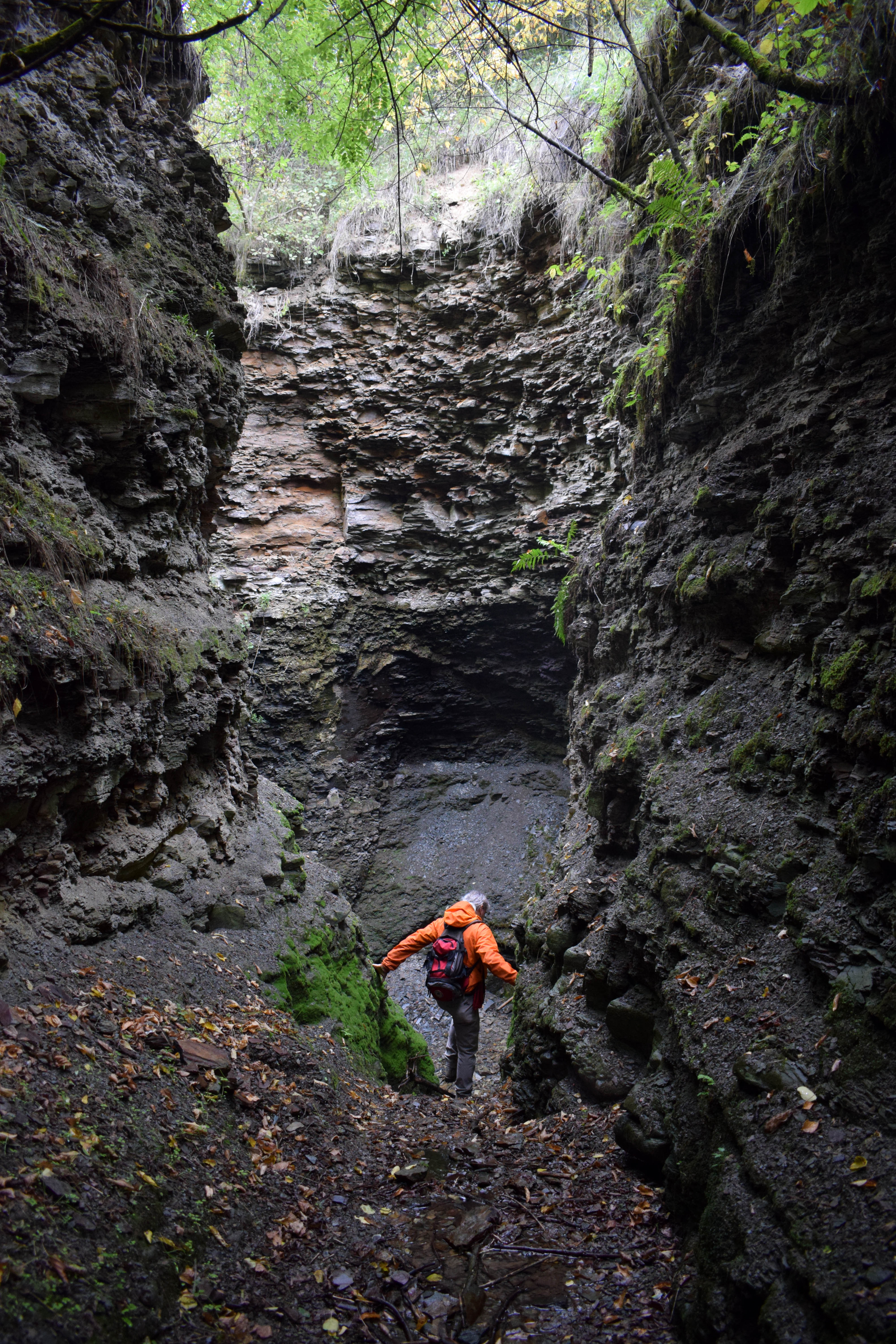
Aflorimente ediacarane în regiunea aceeași râpe.

## Istorie
Otaci este una din cele mai vechi localități din republică. Putem cu certitudine afirma că încă în anul 1419 aici exista vama moldovenească Stânca Vămii. Vama a existat aici din toate timpurile și este și-n ziua de azi. Denumirea orașului provine de la cuvântul „otac”, ce în prezent este dat uitării și însemna o colibă unde păstorii și țăranii se adăposteau după lucru. În anul 1711 țarul rus Petru I, după ce a pierdut lupta cu turcii, s-a oprit în preajma orașului Otaci și timp de 8 zile a așteptat să fie construit podul peste Nistru, ca mai apoi să se retragă cu armata.

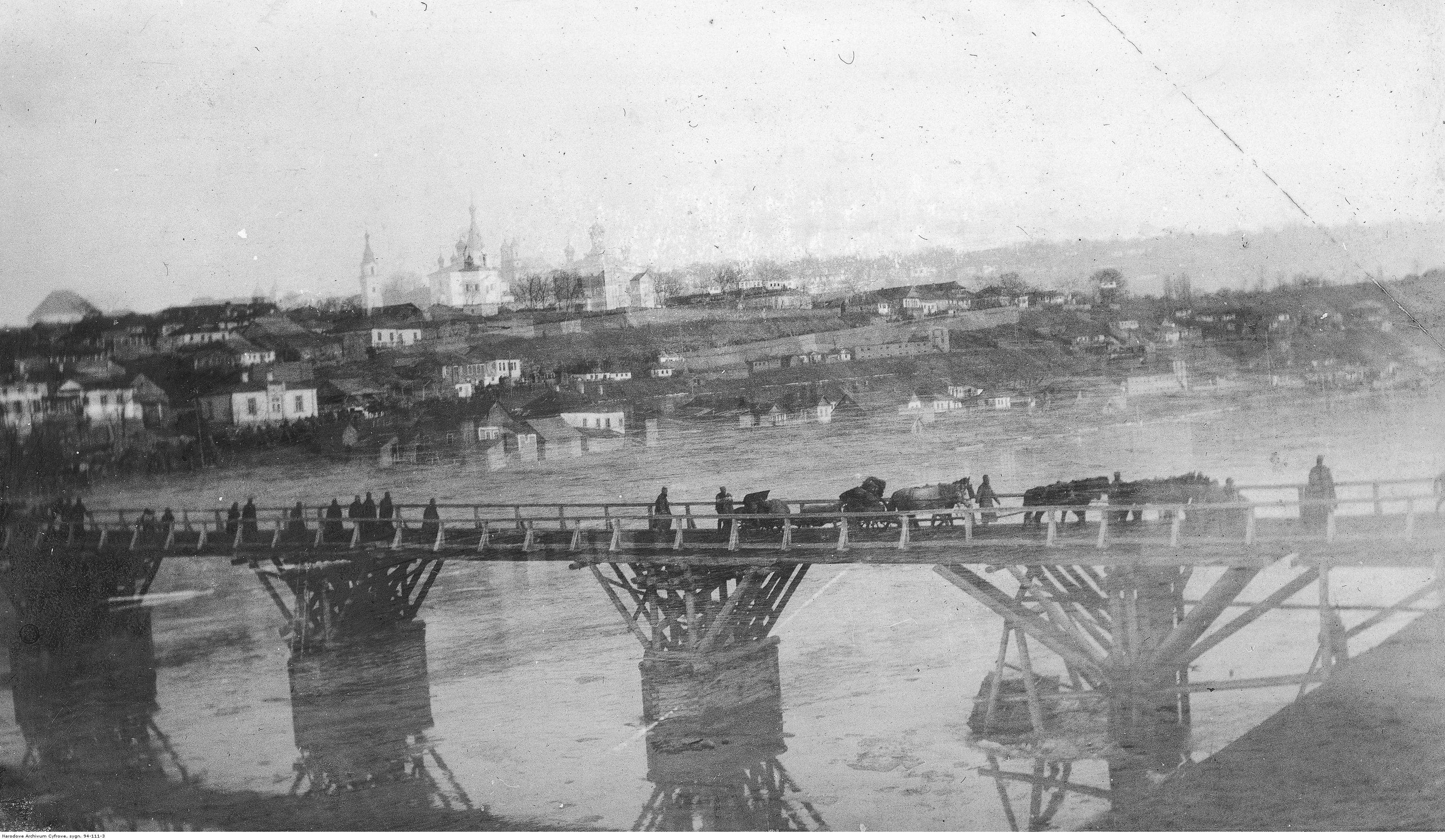
Podul de lemn peste Nistru, la Otaci, în 1915.

După pacea de la Iași din 1792 începe să crească influența Rusiei în Basarabia; în anul 1814 apare un document în care se stipulează crearea unui post de polițiști în Otaci. În anul 1835 este format ținutul Soroca împărțit în volosti, una din ele fiind Otaci. În anul 1890 volostea Otaci cuprinde 13 sate, dintre care unul era bogat, 8 mijlocii și 4 sărace. Iată cum este descris orașul în anul 1862: „localitatea se află în zonă de frontieră la 226 verste de Chișinău și la 50 verste de Soroca. Aparține familiei Cantacuzino și este populată de moldoveni și evrei în număr de 5.678 persoane”. Ceva mai târziu documentele ne vorbesc că aici erau plantații mari de tutun. La începutul sec. XX, volostea Otaci era destul de mare și avea 28 de sate cu o populație de 35.305 persoane, în orașul propriu-zis locuiau 5.820 persoane, dintre care 3.200 erau evrei. În anul 1862, în Otaci deja exista legătură telegrafică, iar în anul 1879 se deschide un punct de poștă. În anul 1895 se finalizează lucrările de instalare a liniilor telefonice. În anul 1893 a fost dată în exploatare linia de cale ferată Moghilău-Ocnița, iar tot atunci a fost deschis și podul peste râul Nistru, Moghilău-Otaci.
Între 1918 și 1940 a fost în componența României Mari, cu o populație de 3.510 locuitori. Acesta avea statut de comună rurală, reședința plășii Otaci, județul Soroca. Între 1944-1991 a fost o comună în componența raionului Ocnița. În 1994 a primit statutul de oraș.

### Amplasare
Orașul este situat pe malul drept al râului Nistru la hotar cu Ucraina (orașul Moghilău), la o distanță de 260 km de Chișinău. Cea mai apropiată stație de cale ferată este Vălcineț, aflată la 7 km depărtare.

## Demografie

### Structura etnică
Structura etnică a orașului, conform recensământului populației din 2004:
| Grup etnic                                               | Populație | % Procentaj |
| -------------------------------------------------------- | --------- | ----------- |
| Ucraineni                                                | 3.786     | 44,70%      |
| Romi                                                     | 3.380     | 39,91%      |
| Băștinași declarați Moldoveni Băștinași declarați Români | 724 9     | 8,55% 0,10% |
| Ruși                                                     | 521       | 6,15%       |
| Găgăuzi                                                  | 14        | 0,16%       |
| Evrei                                                    | 9         | 0,10%       |
| Alții                                                    | 26        |             |
| Total                                                    | 8.469     | 100%        |

Otaci este localitatea cu cel mai mare număr de romi din Republica Moldova. Astfel, aici locuiesc 3.380 de romi, iar în Soroca 1.525. Ca pondere, în Otaci romii constituie 40%, în Soroca doar 5%.

### Structura lingvistică
Structura lingvistică de Otaci în anul 2014:
| Limba            | Numărul de vorbitori | Procent |
| ---------------- | -------------------- | ------- |
| limba română     | 241                  | 3.98%   |
| limba rusă       | 1777                 | 29.40%  |
| limba romani     | 2962                 | 49.01%  |
| limba ucraineană | 986                  | 16.31%  |
| Altă limbă       | 8                    | 0.13%   |
| Bilingvi         | 69                   | 1.14%   |
| Numărul total    | 6043                 | 100%    |

## Administrație și politică

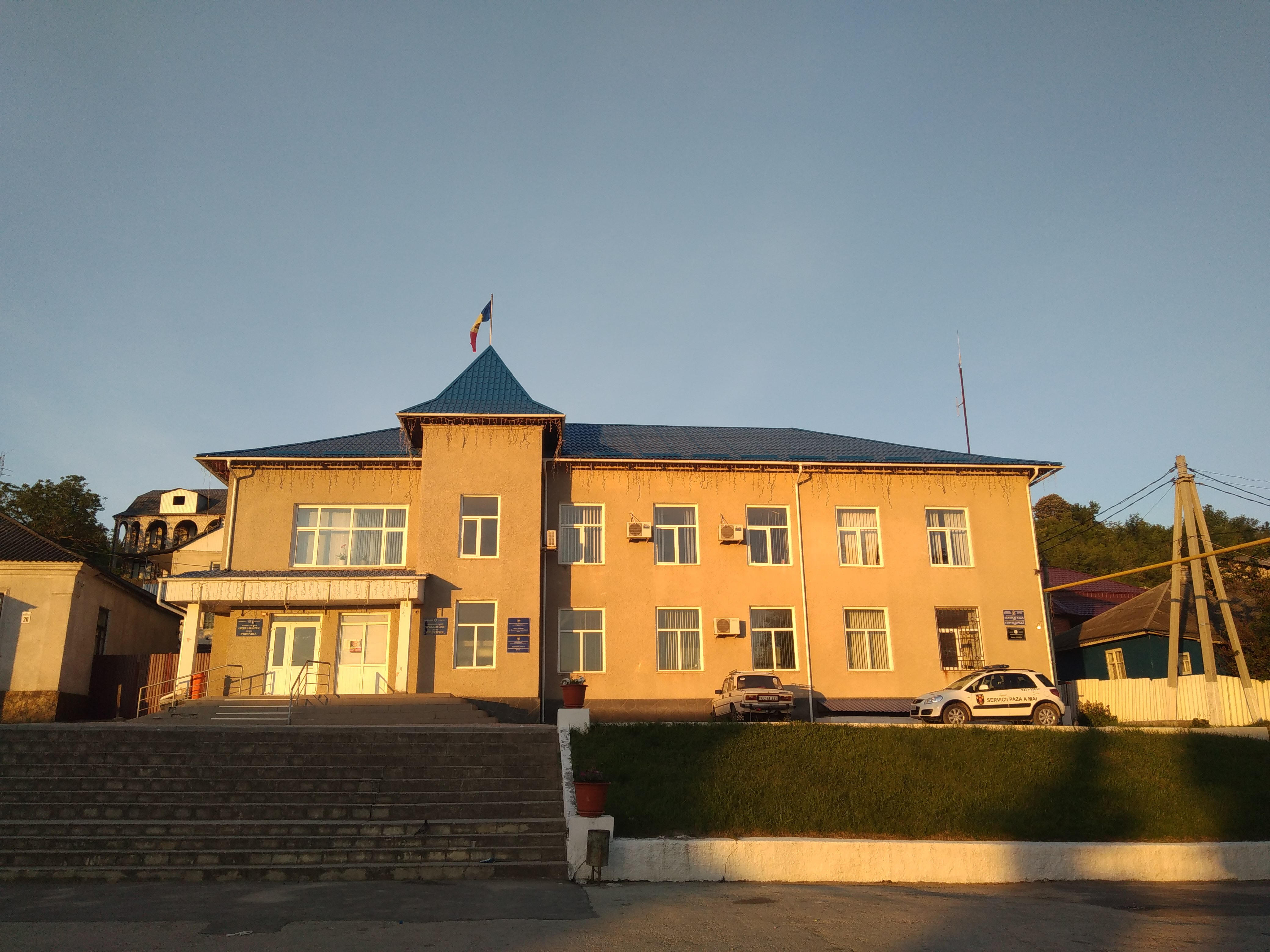
Primăria

Componența Consiliului local Otaci (17 consilieri), ales la 5 noiembrie 2023, este următoarea:
|  | Partid                                       | Consilieri | Componență | Componență | Componență | Componență | Componență | Componență | Componență | Componență | Componență |
|  | -------------------------------------------- | ---------- | ---------- | ---------- | ---------- | ---------- | ---------- | ---------- | ---------- | ---------- | ---------- |
|  | Partidul Socialiștilor din Republica Moldova | 9          |            |            |            |            |            |            |            |            |            |
|  | Candidat independent SERGHEI SEVASTIANOV     | 1          |            |            |            |            |            |            |            |            |            |
|  | Partidul Comuniștilor din Republica Moldova  | 2          |            |            |            |            |            |            |            |            |            |
|  | Candidat independent RODICA VRUȚCAIA         | 1          |            |            |            |            |            |            |            |            |            |
|  | Candidat independent SERGHEI MERJIEVSCHI     | 1          |            |            |            |            |            |            |            |            |            |
|  | Partidul „Renaștere”                         | 1          |            |            |            |            |            |            |            |            |            |
|  | Partidul Nostru                              | 1          |            |            |            |            |            |            |            |            |            |
|  | Mișcarea „Respect Moldova”                   | 1          |            |            |            |            |            |            |            |            |            |

## Economie

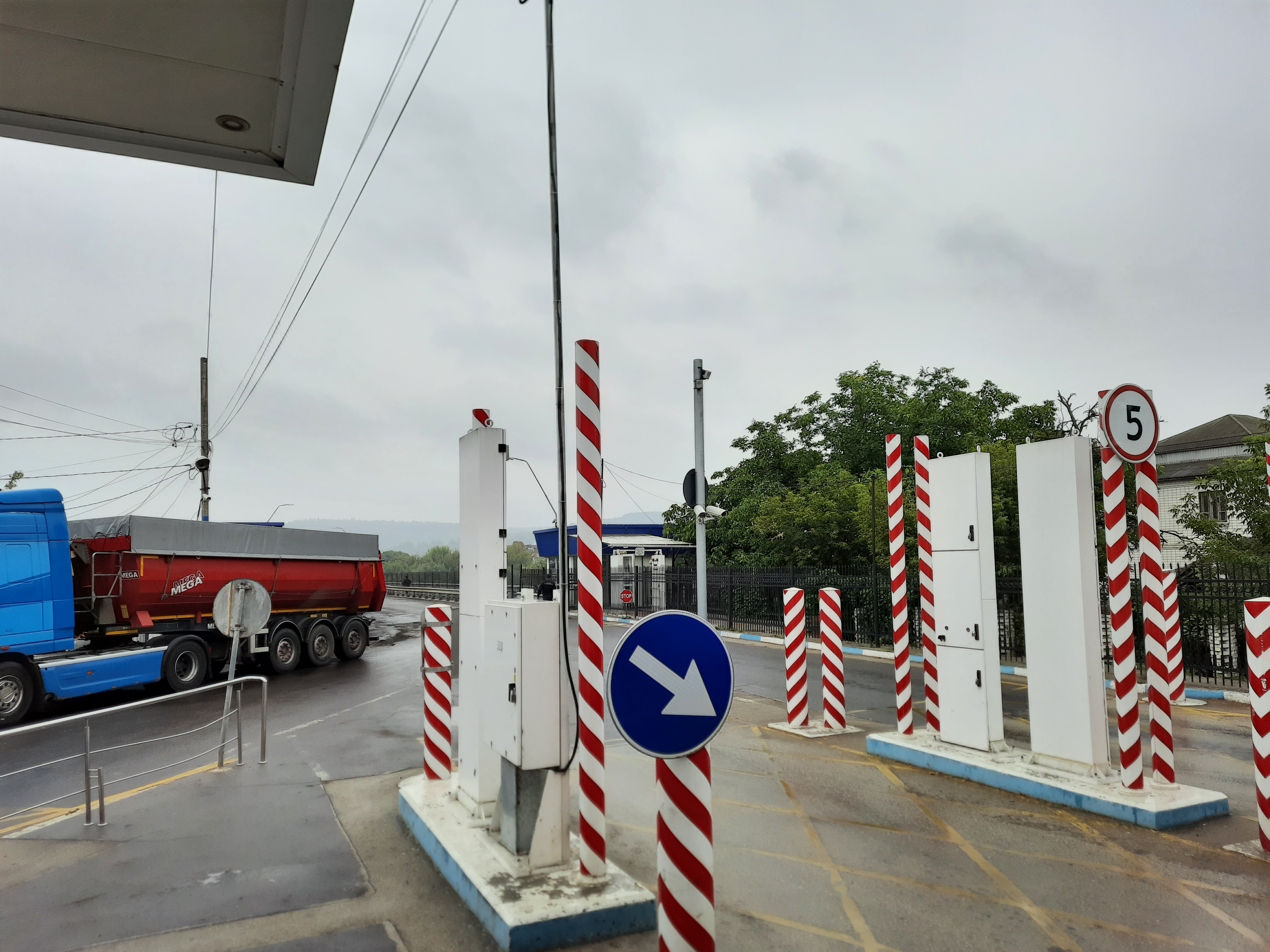
Punctul de trecere moldo-ucrainean.

Întreprinderile din oraș produc uleiuri vegetale, băuturi spirtoase, mărfuri de larg consum, construcții din beton armat, utilaj de sudare, mijloace biologice de protecție a plantelor, vopsele etc. Pe teritoriul orașului funcționează 35 de magazine ale cooperației de consum și 100 de magazine particulare, 12 cafenele, filiale a 2 bănci comerciale.
În orașul Otaci își desfășoară activitatea una din cele 6 Zone ale Antreprenoriatului Liber din R. Moldova, unde sunt înregistrați 31 agenți economici, dintre care se evidențiază: societățile pe acțiuni „Nistru”, „Roada-Otaci”, „Aschim”, societatea cu răspundere limitată „Gamma-Color”.

## Infrastructură

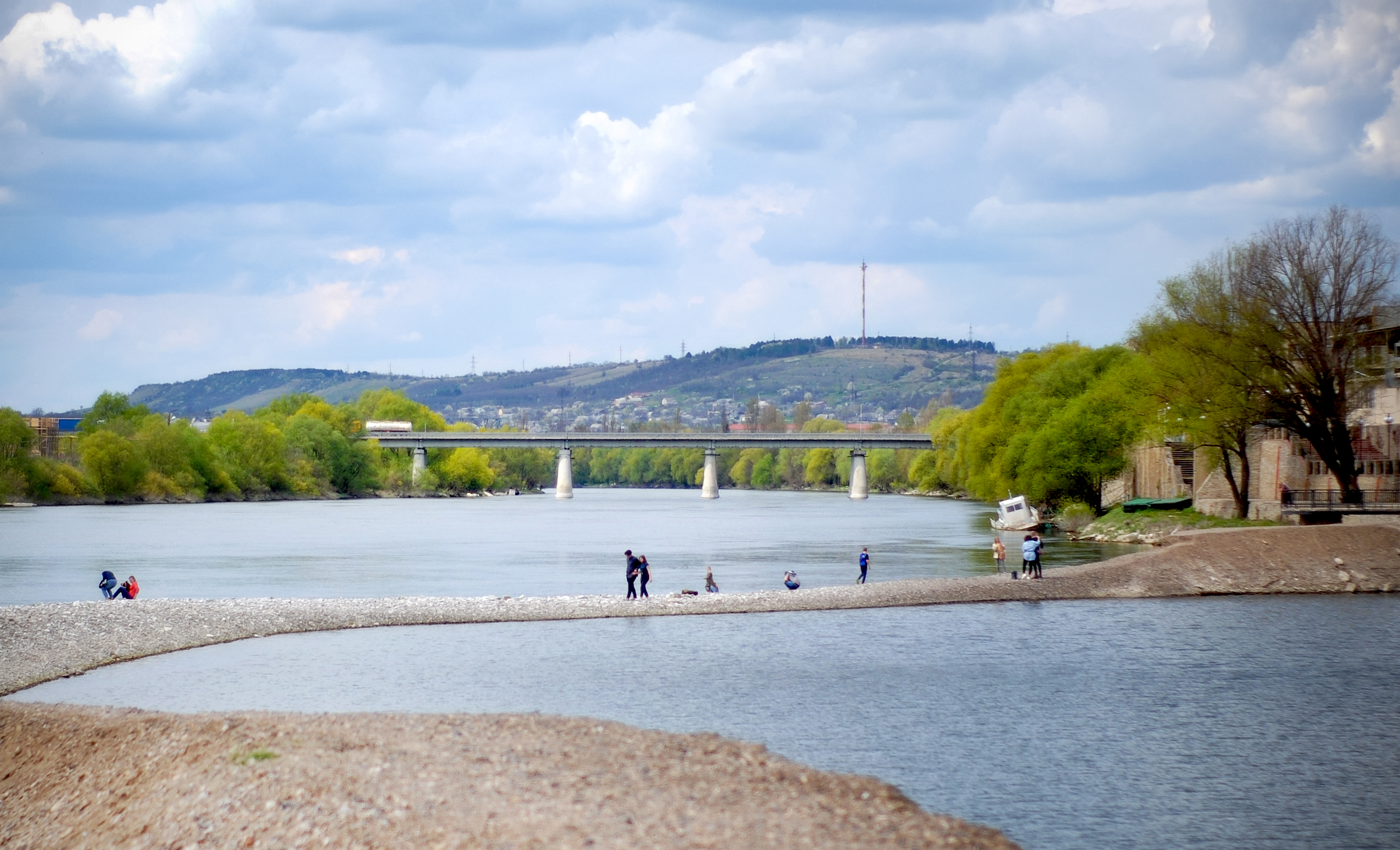
Podul „Prietenia” între Otaci și Moghilău.

Numărul total de case și apartamente din oraș este de 4.841, dintre care 1.280 sunt conectate la apeduct, 1.159 au încălzire centralizată, 2.360 sunt conectate la conducta de gaze. În oraș există 2 sisteme de aprovizionare cu apă. Lungimea totală a apeductelor este de 18,4 km. Apeductul se alimentează din 3 fântâni arteziene cu o capacitate de 1,7 mii mc pe zi. Lungimea totală a sistemului de canalizare este de 1 km.
În oraș există poduri rutiere și feroviare peste Nistru în direcția Moghilău. 
De asemenea, prin Otaci trec drumurile naționale Otaci–Edineț și Moghilău–Soroca.
Populația orașului Otaci este de 10.800 persoane. Principalele etnii din localitate sunt: ucraineni, moldoveni/români, ruși, evrei, romi. Infrastructura socială este formată din 4 instituții preșcolare, liceul teoretic „Mihai Eminescu”, gimnaziu, școala de muzică, internatul sportiv, spitalul orășenesc, centrul medicilor de familie, casa de cultură, două biblioteci, stadion și biserică cu hramul Sf. Mihail.

## Personalități

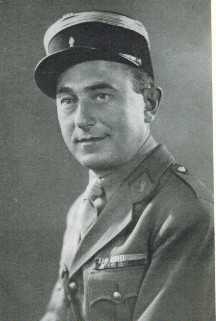
Boris Holban, organizatorul și conducătorul militar al grupului francez de rezistență FTP-MOI, care a activat în Paris în perioada 1942-44.

### Născuți în Otaci
- Joseph Goodelman (1862–1947), profesor, traducător și poet țarist și american
- Efim Liskun (1873–1958), zootehnician rus și sovietic, om de știință în domeniul creșterii animalelor
- Aaron Goodelman (1890–1978), pictor, sculptor și grafician de carte american
- Samuel Bronfman (1891–1971), antreprenor, miliardar și filantrop canadian
- Harry Goodelman (1892–1967),  poet, editor, traducător și artist american
- Mihail Koifman (1899–1981), inginer de minerit, mineralog și om de știință minier sovietic
- Samuil Lehtțir (1901–1937), critic literar și poet moldovean
- Tully Filmus (1903–1998), pictor american
- Isaías Golgher (1905–2000), istoric marxist brazilian
- Boris Holban (1908–2004), comunist român, conducătorul militar al unui grup francez de rezistență
- Beniamin Michali (1910–1989), critic literar și publicist israelian
- Boris Roisen (1913–1986), critic literar și profesor sovietic
- German Goldenshteyn (1934–2006), clarinetist sovietic, moldovean și american
- Natan Bartfeld (1949–2021), arbitru de fotbal sovietic și moldovean

## Galerie de imagini

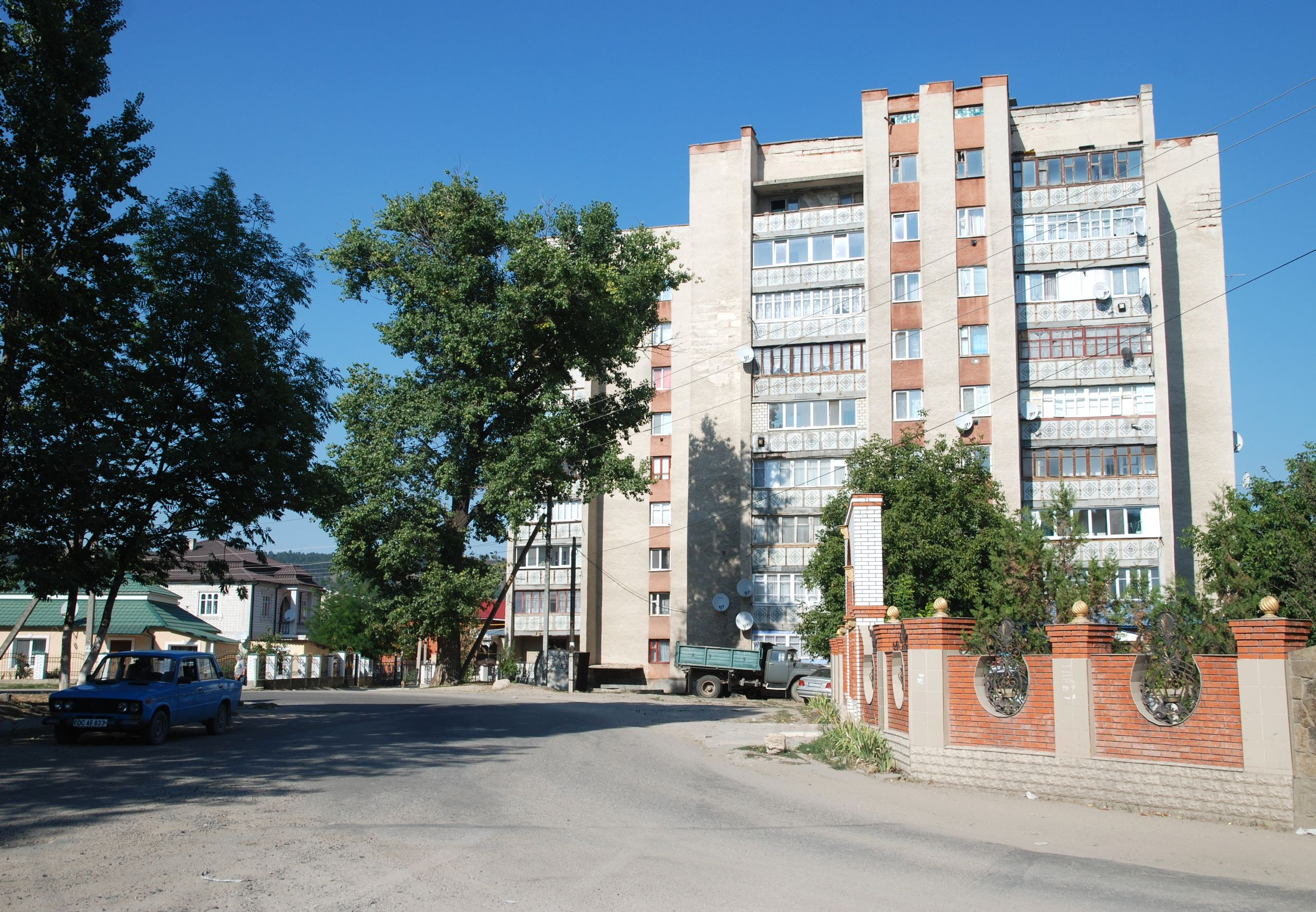
Clădiri din centrul orașului.
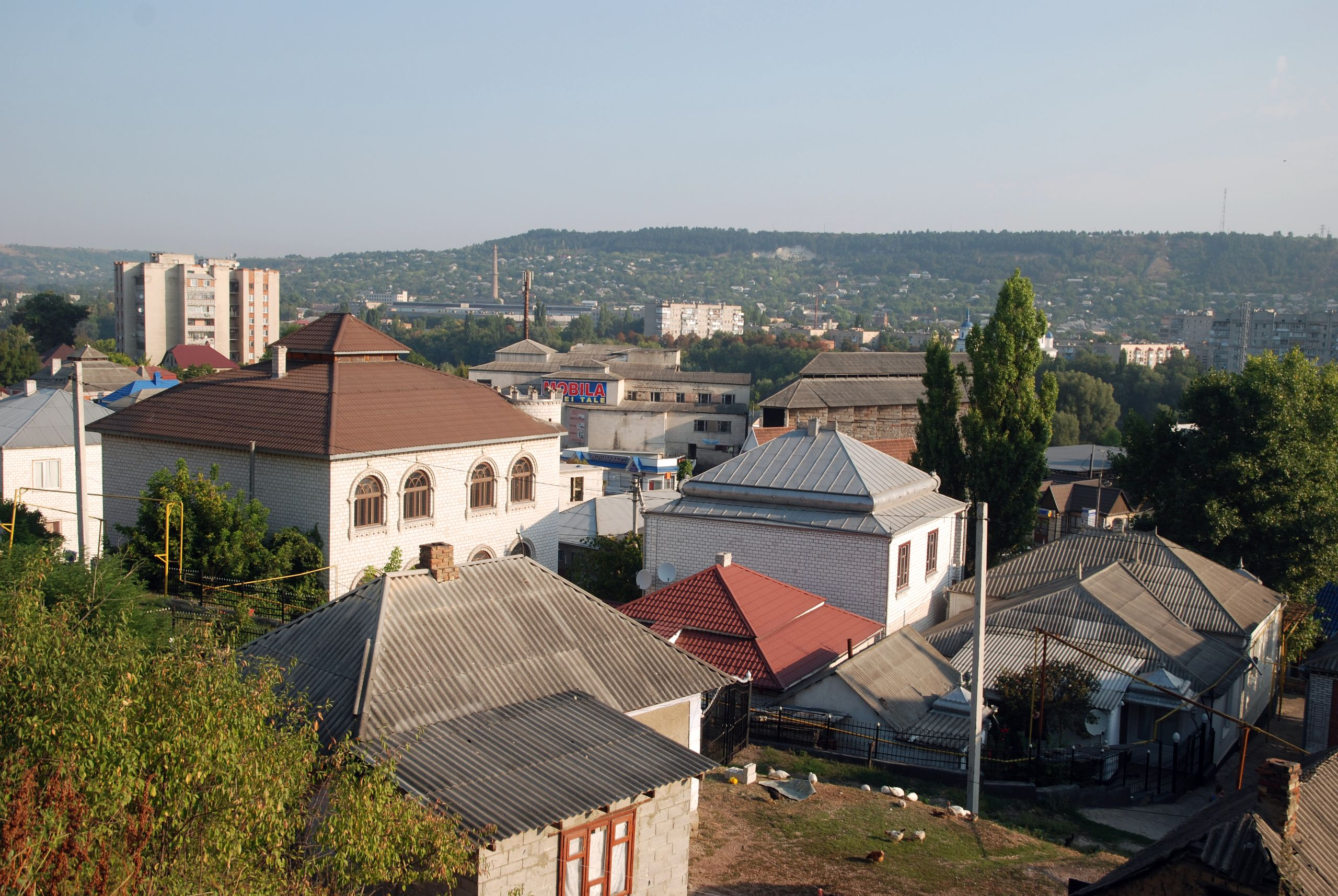
Cartierul „țigănesc”
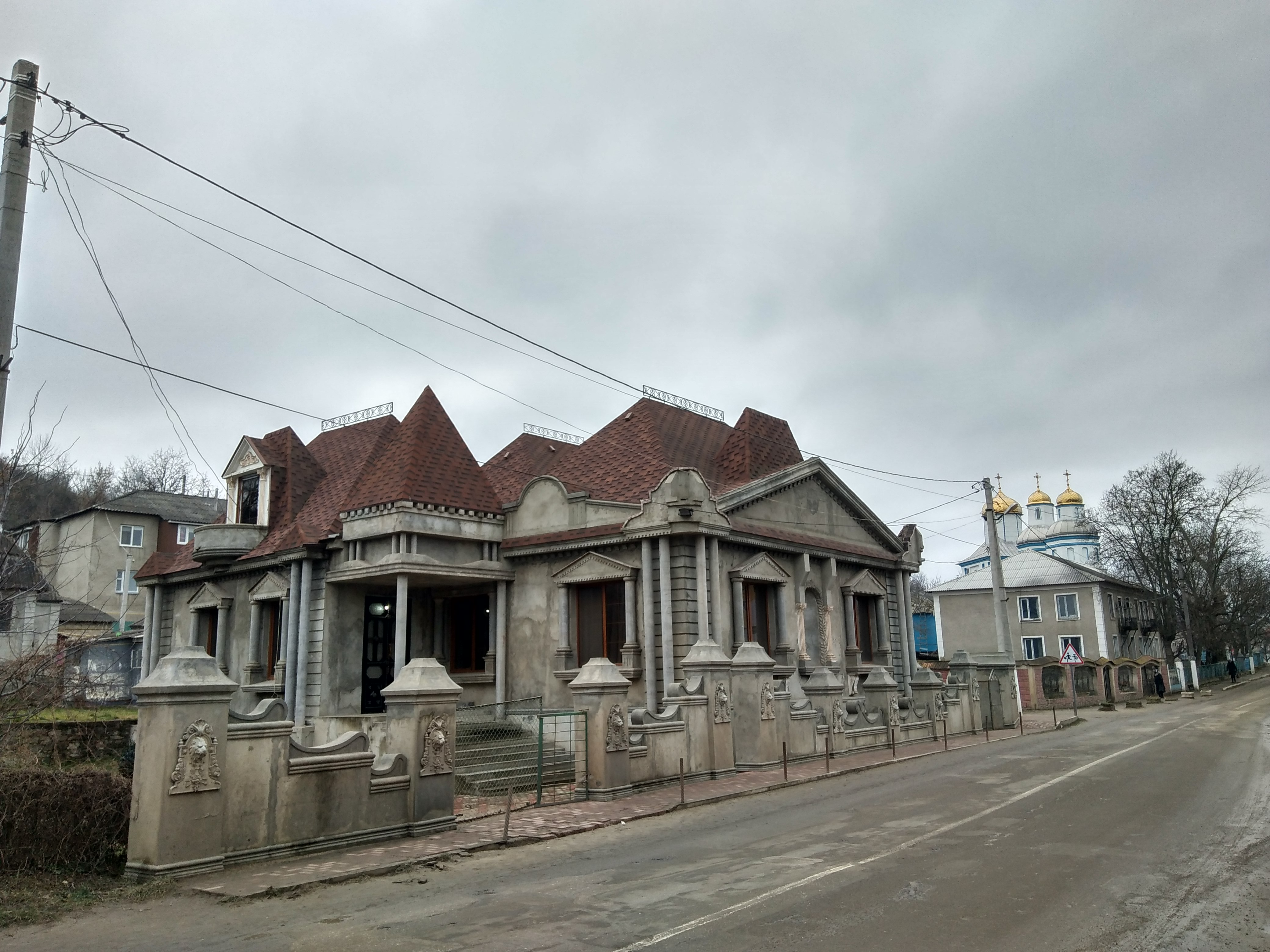
Casă în cartierul „țigănesc”.
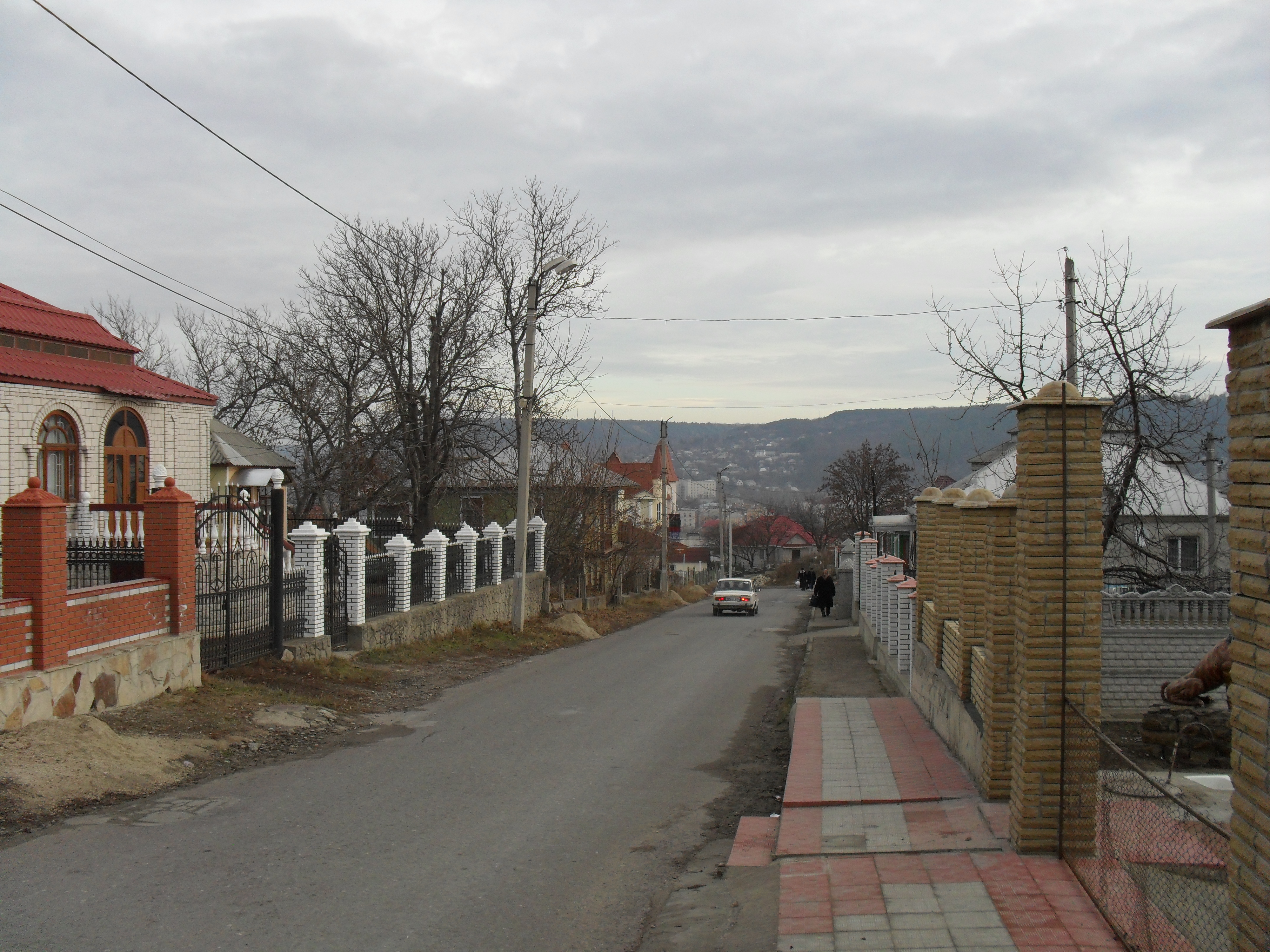
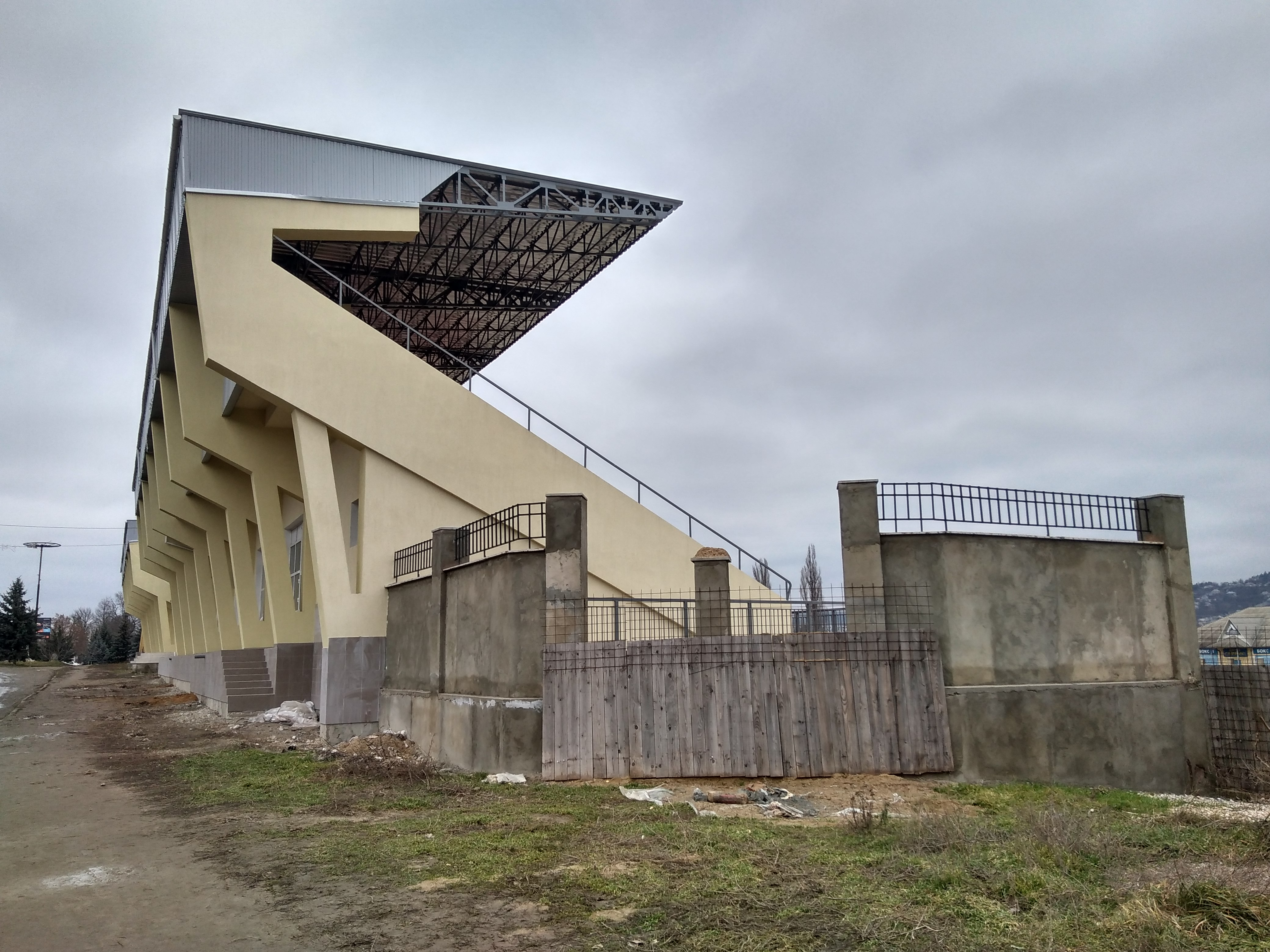
Stadionul
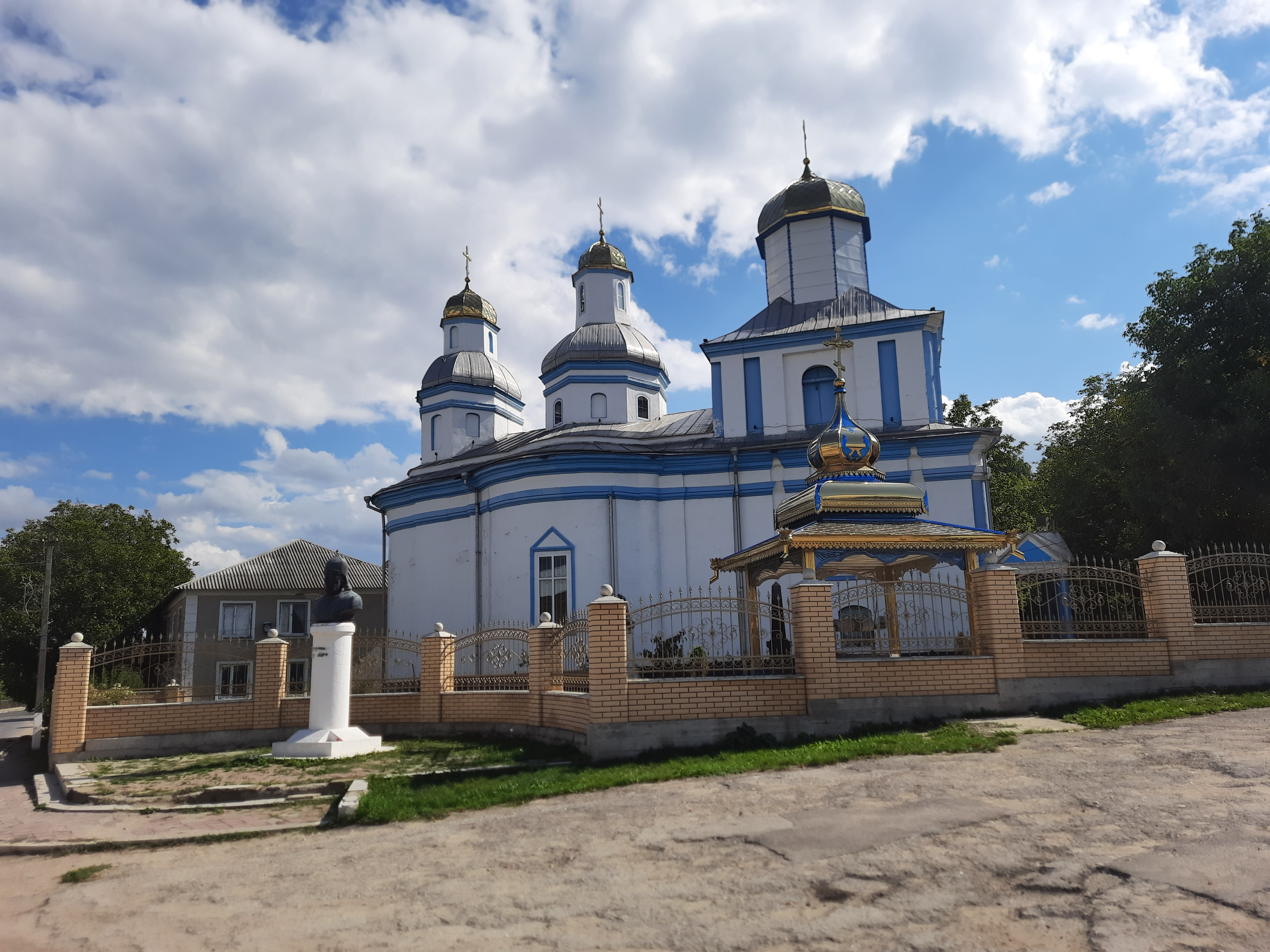
Biserica „Sf. Nicolae”
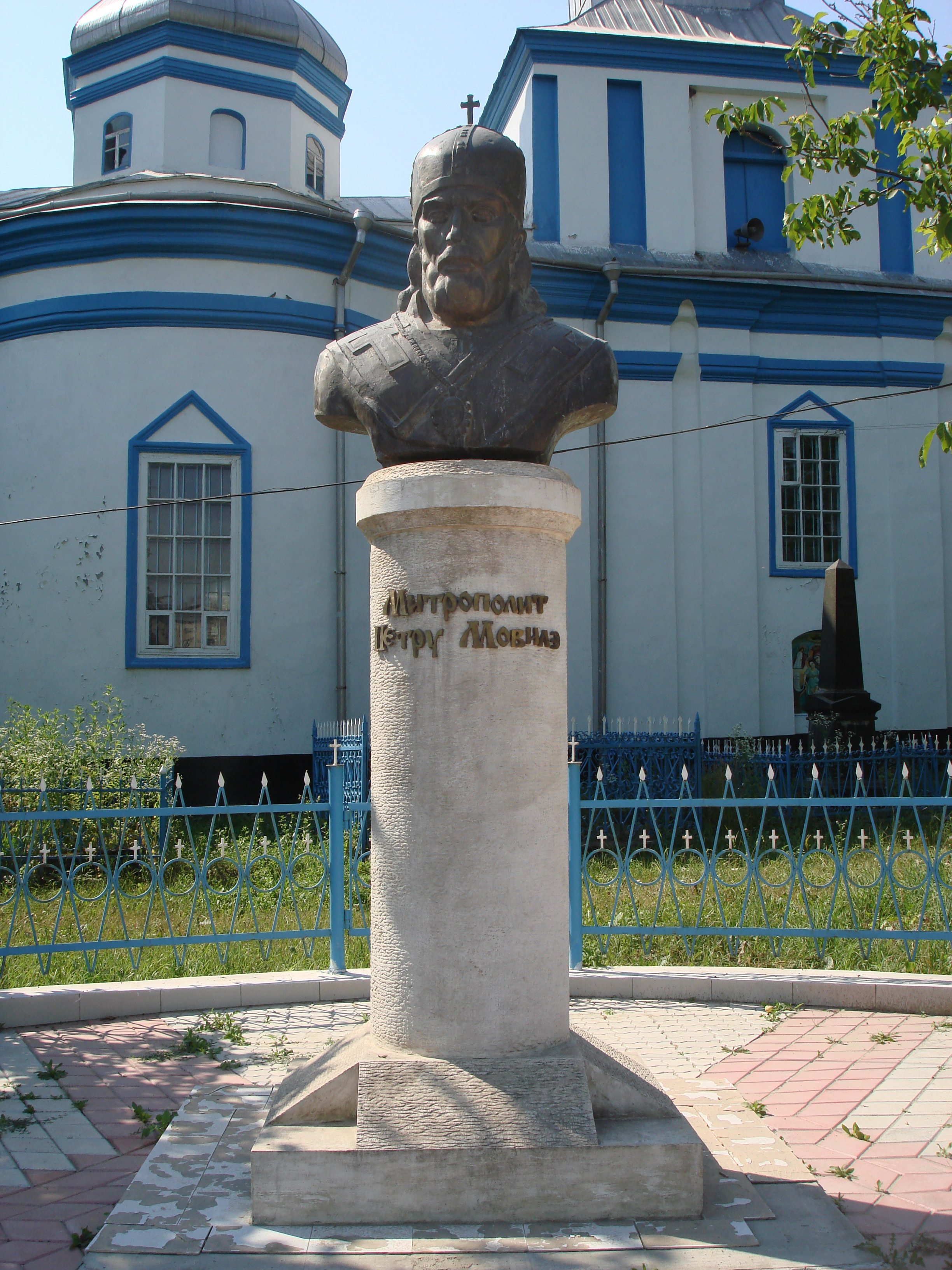
Bustul mitropolitului Petru Movilă în curtea bisericii din Otaci.
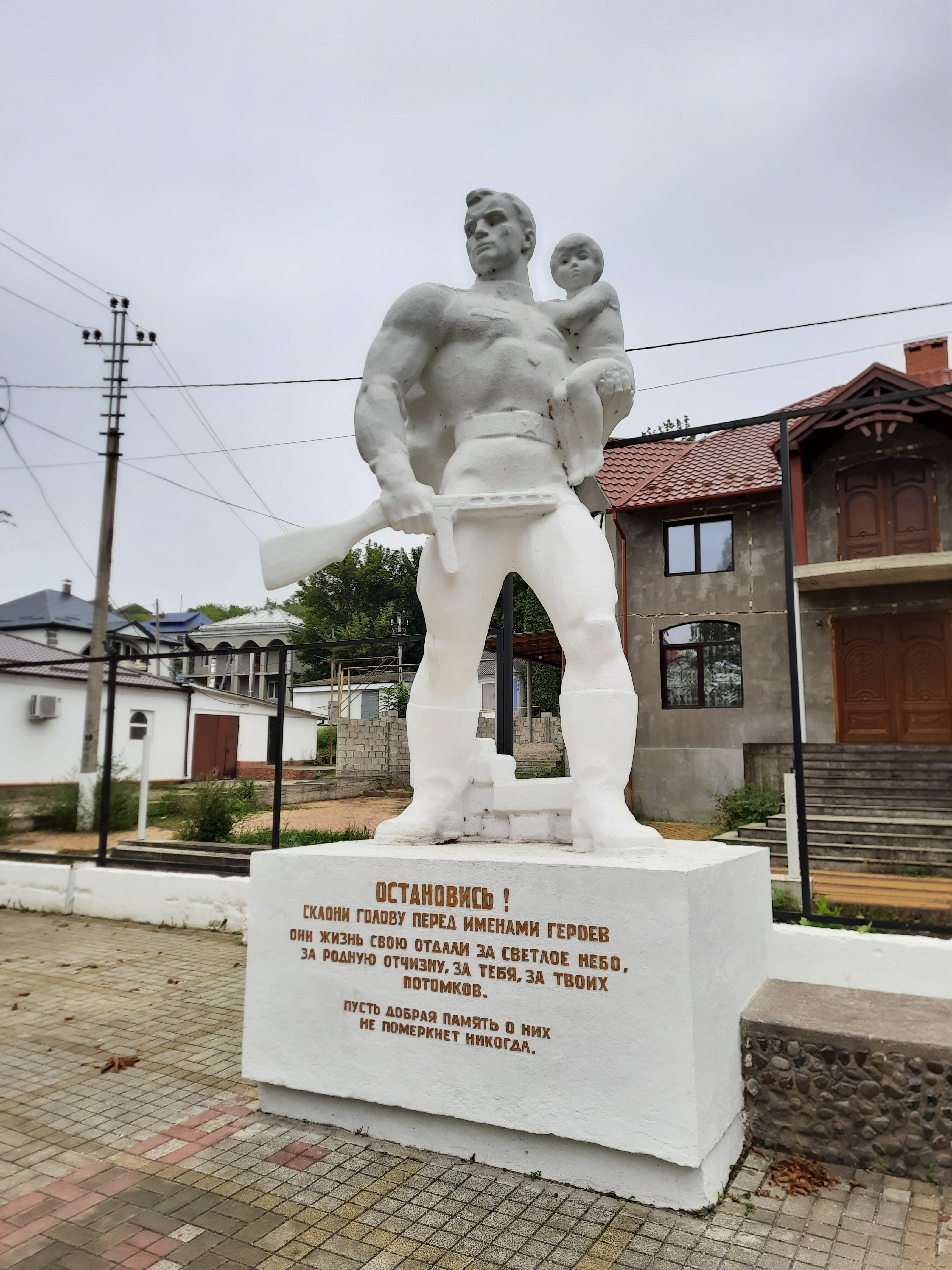
Monument la mormântul comun al 29 ostași și în memoria a 53 consăteni căzuți în 1944.
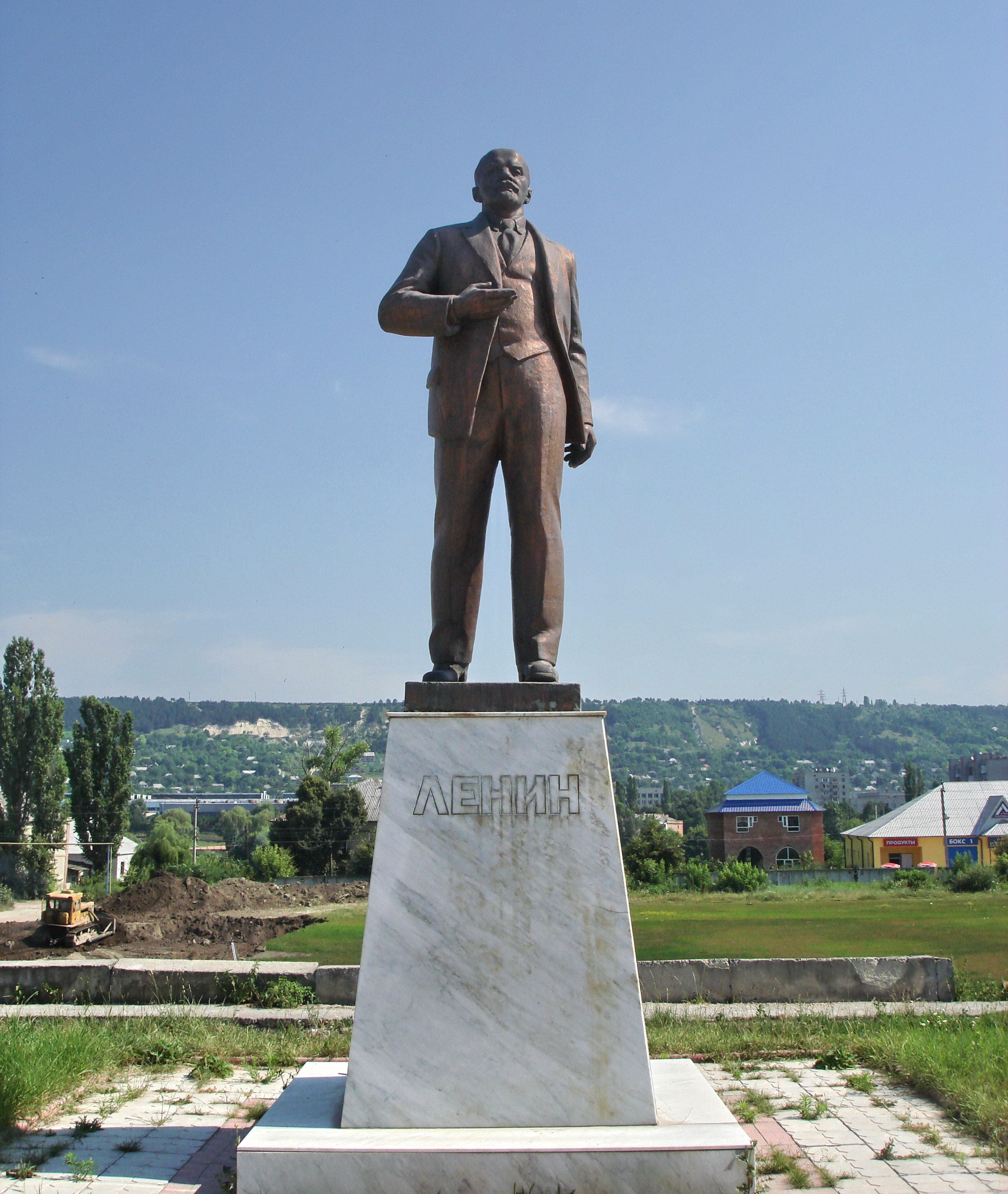
Monumentul lui Lenin, unul din puținele rămase în RM.
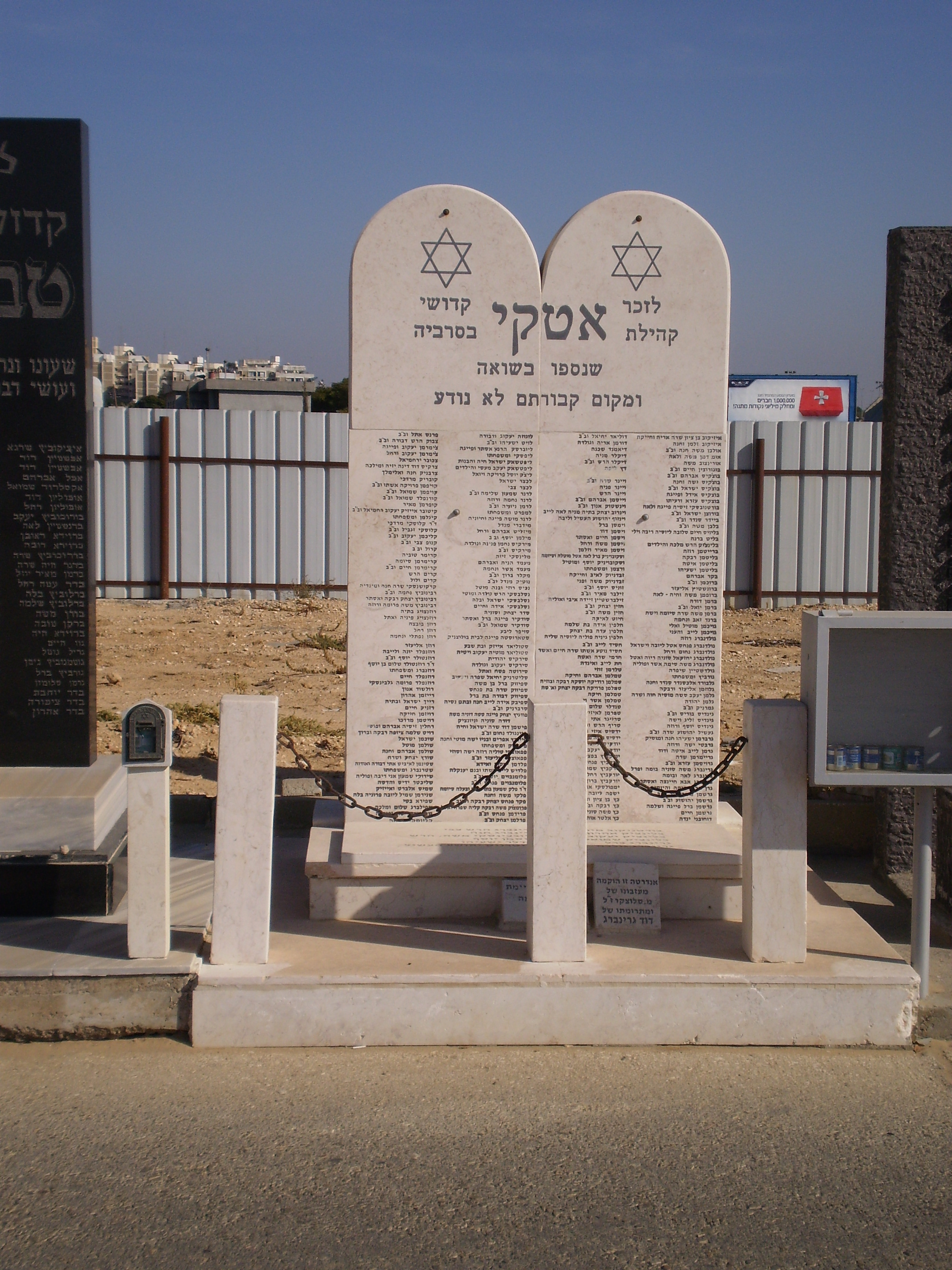
Monumentul Holocaustului din Otaci.
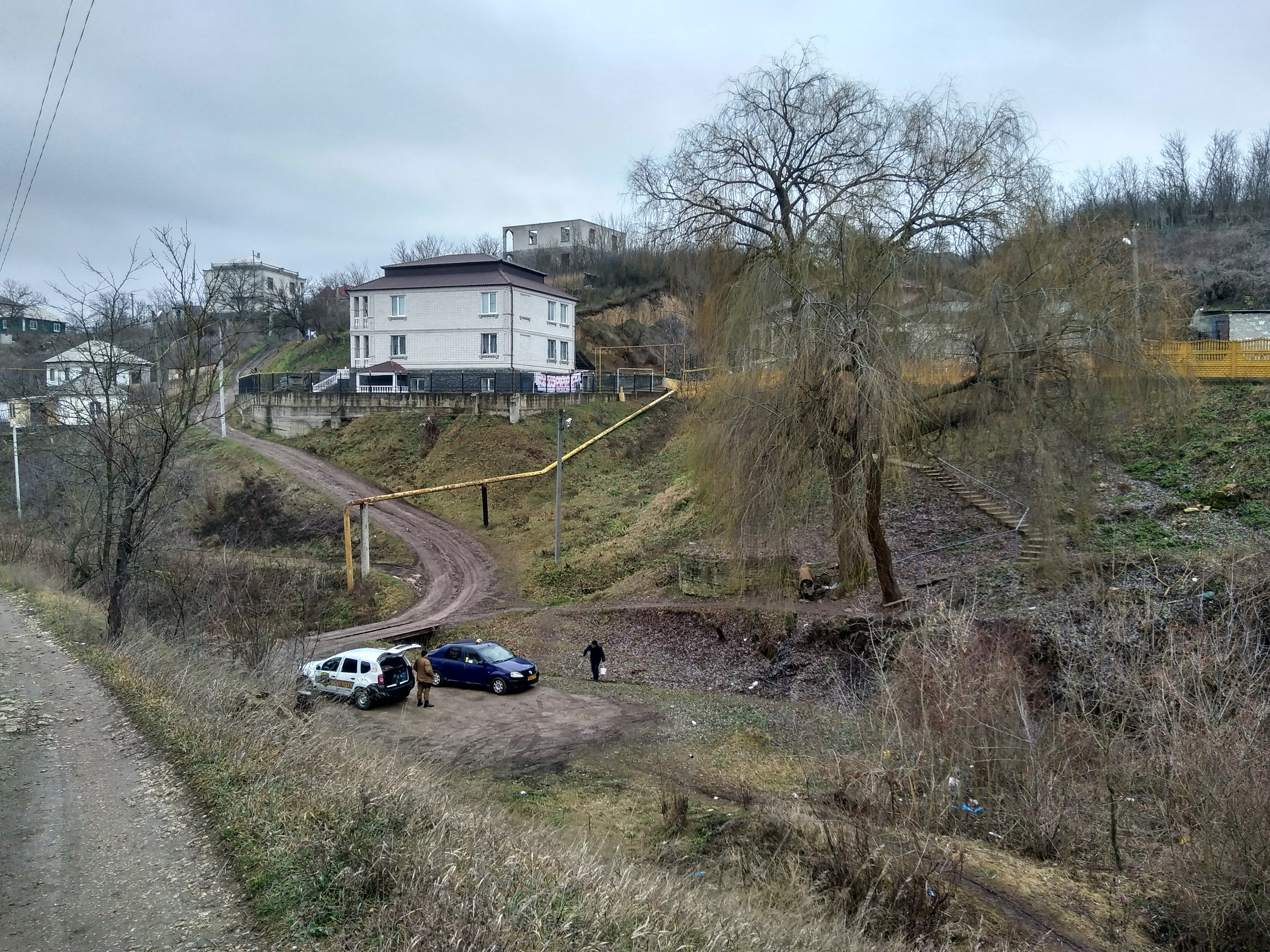
Margine de oraș.